# 林氏马先蒿
林氏马先蒿（学名：Pedicularis limprichtiana）是列当科马先蒿属的植物，是中国的特有植物。分布于中国大陆的云南、四川等地，生长于海拔2,100米至3,400米的地区，多生于多石草原与竹林边缘，目前尚未由人工引种栽培。